# Шампунь

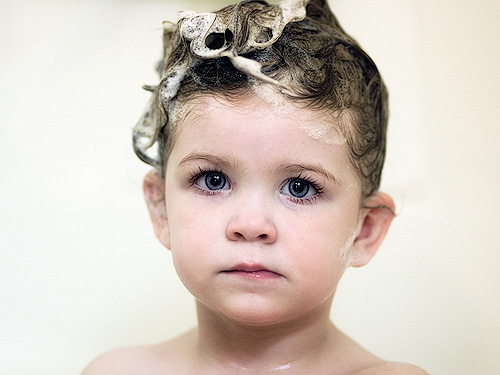
Пена шампуня в волосах

Шампу́нь — гигиеническое косметическое средство для мытья волос. Представляет собой смесь нескольких веществ. Компонент, содержащийся в наибольшем количестве, — вода, затем следуют поверхностно-активные вещества (ПАВ). Также используются в составе консерванты, ароматизаторы, неорганические соли — хлорид натрия или другие, для поддержания желаемой вязкости. В состав современных шампуней часто входят природные масла, витамины или другие компоненты, которые, по утверждению производителей, способствуют укреплению волос или представляют какую-либо пользу для потребителей. Тем не менее, экспериментальных подтверждений этому не существует.
Непосредственно после использования шампуня многие наносят кондиционер для волос или бальзам-ополаскиватель, либо специальное масло для волос.
У большинства крупных компаний существует целая продуктовая линия: шампунь, бальзам/кондиционер, маска для волос, мусс для волос, воск, лак для волос.

## История шампуня
Слово шампунь происходит от «shampo», что в переводе с хинди означает «массажировать», «растирать». Слово является опосредованным англоязычным заимствованием из хинди, как «чампa» — название цветка растущего в Индии, из которого делается масло для втирания в волосы (отсюда англ. champo — «массировать»).
Шампунь был изобретён в Англии в XIX веке. Начало истории шампуня положил Кейси Херберт. Его шампунь был сухим порошком — смесь пудры из мыла и травы. Он смешал травы с мыльным порошком и назвал эту смесь Shaempoo ().
Впоследствии немецкий аптекарь и химик Ханс Шварцкопф доработал порошковый шампунь, который он получил от одной из своих покупательниц, привезшей пакетик шампуня из Англии. Он изготовил свой первый фиалковый шампунь с логотипом в виде черноволосой головы (фамилия "Шварцкопф" в переводе с немецкого означает "черная голова"). 
Порошковый шампунь Шварцкопфа стал первым марочным продуктом в области косметики для волос, при этом шампунь в 1903 году был им запатентован.В 1904 году в Берлине был запущен первый завод по производству средств для мытья для волос компании Schwarzkopf . Ассортимент шампуней расширился достаточно быстро и насчитывал уже восемь видов: желтковый, ромашковый, кислородный, травяной, ланолиновый, берёзовый, серный и с вытяжками смол. В 1919 году производство вышло на качественно новый уровень, а продукт получил название Schaumpoon. Через восемь лет компания Шварцкопфа представила новое изобретение — жидкий шампунь. В 1931 году был создан шампунь с ухаживающими компонентами, в 1933 году — первый бесщелочной шампунь для волос, формула которого стала основой многих современных шампуней. Производство шампуней и других средств, ухаживающих за волосами, постоянно расширяется. 
В 1934 году французская фабрика L’Oreal представила на рынке не содержащий мыла состав для мытья волос. Первый жидкий шампунь L’Oreal назывался Dop. Но шампунь Dop тяжело приживался на рынке. Тогда, чтобы выяснить причину, Эжен Шуэллер заказал исследование, в результате которого оказалось, что 30% французов вообще никогда не моют голову.
Великий маркетолог Шуэллер нашел выход: в своей рекламе он обратился к детям и их родителям. Именно ему принадлежит та заслуга, что следующее поколение французов мыло голову исключительно шампунем. 
В 1930 году американец Джон Брек разработал свой рецепт средства для мытья головы и начал его реализацию по чрезвычайно привлекательной для потребителей цене. В 1943 году с открытием второго фронта шампунь Breck попал в Европу. 
В 1947 году - компания Schwarzkopf выпускает шампунь Onalcali - первый бесщелочной шампунь и прообраз всех современных шампуней. 
В настоящее время существует множество шампуней, бальзамов-ополаскивателей, масок для различных типов волос. Также в производство внедрены шампуни-тоники, обеспечивающие волосам временное окрашивание, не нарушающее структуру волоса.
Возможные компоненты шампуня:
1. Вода как основа, в которой смешиваются остальные компоненты, составляет около 80 %[2] всех компонентов.
2. Детергенты — поверхностно-активные вещества, которые активно удаляют загрязнения. Лаурилсульфат аммония (Ammonium Lauryl Sulfate)/ лауретсульфат аммония (Ammonium Laureth Sulfate)/ Лаурилсульфат натрия (Sodium Lauryl Sulfate);
3. Моющие средства (детергенты) среднего пенообразования, которые добавляются для образования мыльной пены — кокамид DEA, MEA, или TEA (Cocamide DEA, MEA, or TEA)/ Кокамидопропил бетаин (Cocamidopropyl Betaine). Кроме того, эти компоненты увлажняют[2] и сгущают формулу шампуня для того, чтобы он легче распределялся. Варианты — дециловый глюкозид, кокамидопропил бетан, глицерет кокоат, кокоамфодиацетат.
4. Цитрат натрия, или натриевая соль лимонной кислоты (Sodium Citrate). Это буферный агент, который держит на необходимом уровне pH шампуня (слабокислая среда) во время мытья волос. Цитрат натрия позволяет удалять с волос грязь и жир, а также помогает выравнивать кутикулы волос[2] (чешуйки на каждом волосе), чтобы волосы выглядели гладкими и блестящими.
5. Гликоль дистеарат (Glycol Distearate) / Стеарат (Stearate). Эти вещества являются восками и добавляются в шампунь для улучшения внешнего вида и консистенции массы: они дают массе шампуня жемчужный блеск и позволяют шампуню легко вытекать из бутылки.
6. Поликватерниум (Polyquaternium) / Кватерниум (Quaternium). Это смягчающие компоненты, которые уплотняют шампунь и кондиционируют[2] волосы.
7. Диметикон (Dimethicone) / Циклометикон (Cyclomethicone). Силиконовые масла, которые покрывают и сглаживают кутикулы волоса, утолщая волос, уменьшая статическое электричество и добавляя волосам блеска. Кроме того, они увеличивают вес волос и облегчают их расчёсывание. Однако они могут увеличить жирность и даже вызвать зуд кожи головы.
8. Консерванты (Парабены, Феноксиэтанол, Метилизотиазолинол, бензоат натрия, DMDM-гидантоин). Благодаря консервантам средство хранится несколько лет и не портится[3].
9. Пантенол (Panthenol). Форма витамина В, это увлажнитель, который проникает в кутикулу волоса и увеличивает её, а также покрывает сверху для придания блеска[2].
10. Цетиловый (Cetyl) / олеиловый (Oleyl) / стеариловый (Stearyl) спирты. Это гидратированные спирты, которые прикрепляются к внешней стороне ствола волоса и действуют как смазочный материал для легкого расчесывания.
11. Различные «ухаживающие» добавки: кератин, протеин, глицин, биотин, витамины и т. п.

Вредные компоненты:
- Диэтаноламин способен вызвать раздражение слизистых оболочек, токсичен для сердечно-сосудистой системы, почек, желудочно-кишечного тракта.
- Фталаты плохо влияют на эндокринную систему человека и на мужскую половую систему.
- Триклозан вместе с вредными бактериями уничтожает и полезную микрофлору.